# Municipio de Reeds Creek
El municipio de Reeds Creek (en inglés: Reeds Creek Township) es un municipio ubicado en el condado de Lawrence en el estado estadounidense de Arkansas. En el año 2010 tenía una población de 958 habitantes y una densidad poblacional de 9,84 personas por km².

## Geografía
El municipio de Reeds Creek se encuentra ubicado en las coordenadas 35°56′11″N 91°18′24″O / 35.93639, -91.30667. Según la Oficina del Censo de los Estados Unidos, el municipio tiene una superficie total de 97.33 km², de la cual 97,33 km² corresponden a tierra firme y (0 %) 0 km² es agua.

## Demografía
Según el censo de 2010, había 958 personas residiendo en el municipio de Reeds Creek. La densidad de población era de 9,84 hab./km². De los 958 habitantes, el municipio de Reeds Creek estaba compuesto por el 97,49 % blancos, el 0,21 % eran afroamericanos, el 0,84 % eran amerindios, el 0,21 % eran asiáticos, el 0,42 % eran de otras razas y el 0,84 % eran de una mezcla de razas. Del total de la población el 0,63 % eran hispanos o latinos de cualquier raza.